# Xã Coffins Grove, Quận Delaware, Iowa
Xã Coffins Grove (tiếng Anh: Coffins Grove Township) là một xã thuộc quận Delaware, tiểu bang Iowa, Hoa Kỳ. Năm 2010, dân số của xã này là 616 người.